# 德拉梅達里冰川
德拉梅達里冰川（英語：Dromedary Glacier），是南極洲的冰川，位於維多利亞地的斯科特海岸，處於皇家學會嶺，由威靈頓維多利亞大學命名，現時由南極條約體系管理。